# Kim Kulig
Kim Kulig (Herrenberg, Alemania; 9 de abril de 1990) es una futbolista alemana. Actualmente juega para el 1. FFC Fráncfort de la Bundesliga femenina.

## Trayectoria
Kulig empezó su trayectoria como futbolista a la edad de ocho años con el equipo SV Poltringen. En 2001 pasó al equipo SV Unterjesingen y en 2003 al Vfl Sindelfingen, donde fue entrenada por un director técnico de la Federación Alemana de Fútbol. En 2006 pasó a formar parte del primer equipo del VfL Sindelfingen. En su primera temporada con el equipo mayor anotó 17 goles. En la temporada 2008/2009 fue transferida al equipo femenino del club Hamburgo S.V. y a partir de la temporada 2011/2012 jugara con el 1. FCC Fráncfort, donde tiene contrato hasta el año 2014.

## Selección nacional
Jugó en la Copa Mundial Femenina de Fútbol Sub-20 de 2008 celebrada en Chile, donde logró el tercer puesto. El 25 de febrero de 2009 debutó con la selección femenina de fútbol de Alemania de mayores contra China. En septiembre de ese mismo año ganó la Eurocopa Femenina 2009, anotando un gol en la final. El año siguiente se coronó campeona mundial en la Copa Mundial Femenina de Fútbol Sub-20 de 2010 celebrada en Alemania, donde nuevamente anotó un gol en la final.
Fue seleccionada para participar en la Copa Mundial Femenina de Fútbol de 2011 en Alemania. Su desempeño en los entrenamientos le ganaron un puesto en el primer equipo. Durante el partido de cuartos de final contra Japón sufrió una lesión en la rodilla que la dejó fuera por varios meses. Se lesionó nuevamente antes de la Eurocopa Femenina 2013, quedando fuera del torneo.

## Vida personal
El 29 de mayo de 2016, Kulig se casó con la exfutbolista Melanie Soyah.